# Condado de Cherokee (Alabama)
El condado de Cherokee es un condado de Alabama, Estados Unidos. Su nombre proviene de la tribu amerindia Cheroqui. Tiene una superficie de 1554 km² y una población de 23 988 habitantes (según el censo de 2000). La sede de condado es Centre.

## Historia
El condado se fundó el 9 de enero de 1836.

## Geografía
Según la Oficina del Censo de los Estados Unidos el condado tiene un área total de 1554 km², de los cuales 1433 km² son de tierra y 121 km² de agua (7.79%).

### Principales autopistas
- U.S. Highway 278
- U.S. Highway 411
- State Route 9
- State Route 35
- State Route 68

### Condados adyacentes
- Condado de DeKalb (Alabama) - norte
- Condado de Chattooga (Georgia) - noreste
- Condado de Floyd (Georgia) - este
- Condado de Polk (Georgia) - sureste
- Condado de Cleburne (Alabama) - sur
- Condado de Calhoun (Alabama) - sur
- Condado de Etowah (Alabama) - oeste

### Ciudades y pueblos
- Cedar Bluff
- Centre
- Collinsville (parcialmente - Parte de Collinsville se encuentra en el Condado de DeKalb)
- Gaylesville
- Leesburg
- Piedmont (parcialmente - Parte de Piedmont se encuentra en el Condado de Calhoun)
- Sand Rock (parcialmente - Parte de Sand Rock se encuentra en el Condado de DeKalb)

## Demografía
| Población histórica Año Población ±% 1900 21 096 — 1910 20 226 −4.1 % 1920 20 862 +3.1 % 1930 20 219 −3.1 % 1940 19 928 −1.4 % 1950 17 634 −11.5 % 1960 16 303 −7.5 % 1970 15 606 −4.3 % 1980 18 760 +20.2 % 1990 19 543 +4.2 % 2000 23 988 +22.7 % |           |         |
| Población histórica |           |         |
| Año | Población | ±%      |
| 1900 | 21 096    | —       |
| 1910 | 20 226    | −4.1 %  |
| 1920 | 20 862    | +3.1 %  |
| 1930 | 20 219    | −3.1 %  |
| 1940 | 19 928    | −1.4 %  |
| 1950 | 17 634    | −11.5 % |
| 1960 | 16 303    | −7.5 %  |
| 1970 | 15 606    | −4.3 %  |
| 1980 | 18 760    | +20.2 % |
| 1990 | 19 543    | +4.2 %  |
| 2000 | 23 988    | +22.7 % |